# 公方
公方是前近代日本的一個稱呼，即「公」的意思，指的是統治者，體現其對國家的統治權。其起源有多種說法，一說是古代天皇及其朝廷，一說是鐮倉時代或室町時代對幕府將軍的稱呼。特別地，在室町時代的後半葉，公方這一稱號成為實際執掌日本政權的足利將軍家一族地方勢力的一個稱號。足利氏在日本各地有若干個公方，如鐮倉公方、越中公方等。公方的稱號被稱為公方號。江戶時代以後，則成為了幕府將軍的稱號。

## 歷史
在中國，「公」是與「私」相對的一個概念，而在日本，公包含了民眾與國家綜合的意義。日本有「五公五民」、「公私混同」的觀念。在這種觀念的影響下，天皇及其朝廷被稱作公家，亦稱公方。
在平安時代後期，日本私有的莊園大量出現後，國家統治者為強調自己的統治權，公方一詞被大量使用。然而在朝廷權力被嚴重削弱的鐮倉時代之後，由於莊園、公領一圓支配的實現，擁有土地統治權的本所（寺社、公家）與武家等也以公方的名義自居。
1283年，鐮倉幕府的將軍為了與執權北條氏的得宗家、御內人、御內御領勢力對抗，皇族將軍被稱為「公方」，御家人被稱為「公方人人」，關東御領被稱作「公方御領」。
到了南北朝時代，創立室町幕府的足利尊氏接受了朝廷授予的「公方」稱號。這件事在伊勢貞丈的《貞丈雜記》中有記載。伊勢貞丈是江戶時代的旗本，為室町幕府政所執事伊勢氏的末裔。此後的足利將軍也延續使用了「公方」的稱號。到了第三代足利義滿時，「公方」成為對將軍的敬稱。而幕府亦在全國各地設有若干個管領，其首領皆為足利將軍的宗室，亦被稱為「公方」。
江戶時代以後，幕府將軍完全掌握了全國的大權，天皇形同傀儡。此後，「公方」一詞完全成為德川幕府將軍的稱號。日本人對幕府將軍的敬稱為「公方樣」、「上樣」、「大樹樣」。而朝鮮、琉球等國對幕府將軍的稱呼則是日本國大君。

## 足利一族的公方
- 鐮倉公方（關東公方）

室町時代為了統治關東地區而在鐮倉府（今神奈川縣鐮倉市）設置的長官。第一代為足利基氏，第二代為足利氏滿，第三代滿兼，第四代持氏。在永享之亂中，足利持氏反抗室町幕府，戰敗而亡。持氏之子成氏繼承其位，成為第五代公方。成氏於享德之亂發生之際移居古河，改稱古河公方。
- 篠川（日语：篠川城）公方（篠川御所）

第三代鐮倉公方足利滿兼為了統治奧州，派遣弟弟足利滿直前往陸奧國安積郡的篠川（今福島縣郡山市），成為篠川公方。上杉禪秀之亂以後持反鐮倉府的立場，最終在1440年的結城合戰中滅亡。
- 稻村（日语：稲田村 (福島県)）公方（稻村御所）

第三代鐮倉公方足利滿兼為了統治奧州，派遣弟弟足利滿貞前往陸奧國岩瀨郡的稻村（今福島縣須賀川市），成為稻村公方。滿貞在1438年永享之亂中自殺，稻村公方滅亡。
- 堀越公方

室町幕府第八代將軍足利義政為了與古河公方足利成氏對抗，遣弟弟足利政知前往關東，越過箱根地區，在伊豆國田方郡的堀越（今靜岡縣伊豆之國市）定居。第二代公方足利茶茶丸為北條早雲所襲擊，堀越公方滅亡。
- 古河公方

關東公方於享德之亂中移居下總國古河（今茨城縣古河市），改成古河公方。初代公方為足利成氏。第二代為足利政氏，第三代高基，第四代晴氏，第五代義氏。足利晴氏在河越夜戰中為後北條氏所敗，此後，古河公方成為後北條氏控制下的傀儡。足利義氏死後，古河公方被廢除。其後裔為高家的喜連川氏。
- 小弓公方

第三代古河公方足利高基的弟弟足利義明為上總武田氏所擁立，在下總國的小弓城（今千葉縣千葉市）建立。自稱是第二代古河公方足利政氏的合法繼承者，同高基對抗。1538年第一次國府台合戰中，義明戰死，公方府滅亡。
- 鞍谷公方（日语：鞍谷氏）（鞍谷御所、越前公方）

室町幕府第三代將軍足利義滿之子足利義嗣的子孫居住在越前國的鞍谷（今福井縣武生市），稱鞍谷公方。在戰國時期，朝倉氏曾擁立鞍谷公方以取代越前守護斯波氏，成為越前國的統治者。
- 堺公方

1527年至1532年期間，室町幕府第11代將軍足利義澄的次子義維在堺的顯本寺建立的政權，支配的地域為京都和畿內。後義維流亡阿波國，稱阿波公方。
- 平島公方（平島御所（日语：平島館）、阿波公方）

足利義維流亡到阿波國平島（今德島縣阿南市）後重建公方政權，稱阿波公方。義維之子義榮曾出任幕府將軍一職。
- 越中公方

1493年明應之變後，室町幕府第10代將軍足利義材在越中國射水郡放生津建立的政權。

## 幕府將軍的綽號
由於公方是幕府將軍的別稱，因此在歷史上有一些將軍，被庶民取以某某公方的綽號，以示嘲笑、批判，亦或是讚美。
- 流公方足利義材

足利義材在幕府繼承權鬥爭中曾兩次被廢，輾轉流離各地，遂被百姓譏諷為「流公方」（流れ公方）。
- 犬公方德川綱吉

德川綱吉由於頒佈「生類憐憫令」，對犬進行保護，甚至設立犬目付的官職以保護狗，頒佈虐待狗的告密獎賞制度。此法令被民眾稱為惡法，德川綱吉亦被譏為「犬公方」。
- 米公方德川吉宗

德川吉宗就任將軍之後，施行享保改革，大幅度降低米價，被民眾稱為「米公方」，是一種讚美。
- 小便公方德川家重

德川家重天生體質虛弱，有尿失禁的症狀，被戲稱為「小便公方」。